# Pat Anderson
Patricia Audrey Anderson est une défenseure australienne des droits de l'homme et une administratrice de la santé. Femme Alyawarre du Territoire du Nord, elle est connue internationalement en tant que défenseure de la justice sociale, plaidant pour l'amélioration de la santé, de l'éducation et de la protection des enfants aborigènes.

## Biographie
Anderson a grandi dans le camp de Parap à Darwin, dans le Territoire du Nord, où elle a été confrontée à la discrimination et au racisme. Sa mère faisait partie des  "générations volées".
Dans les années 19560, elle a quitté l'Australie pour voyager et travailler au Royaume-Uni, aux Pays-Bas et en Israël.
Anderson est l'une des premiers diplômées aborigènes de l'université d'Australie-Occidentale,.

## Carrière
Anderson a travaillé comme secrétaire juridique pour la Commission royale Woodward sur les droits fonciers aborigènes. Au début des années 1990, elle est devenue PDG du Danila Dilba Aboriginal Health Service à Darwin. Elle a occupé les postes de présidente de la National Aboriginal Community Controlled Health Organisation et de directrice générale de l'Aboriginal Medical Services Alliance Northern Territory (AMSANT). Elle a dirigé la création du Cooperative Research Centre (CRC) for Aboriginal and Tropical Health en 1997, et lorsque le Cooperative Research Centre a été remboursé en 2003 sous le nom de The CRC for Aboriginal Health, elle a assumé le rôle de présidente,.
Anderson s'est exprimée devant le groupe de travail des Nations unies sur les populations indigènes. Avec Rex Wild, elle a co-rédigé en 2007 le rapport Little Children Are Sacred sur la maltraitance des enfants dans le Territoire du Nord.
Elle est la présidente de l'Institut Lowitja, l'Institut national australien de recherche sur la santé des aborigènes et des insulaires du détroit de Torres. Elle a été coprésidente du conseil référendaire qui a consulté des centaines de personnes aborigènes pour délivrer l'historique déclaration d'Uluru en mai 2017.
En juin 2021, Pat Anderson a prononcé l'oraison Lowitja O'Donoghue à la Fondation Don Dunstan.

## Publications
- (en) Gary Robinson (dir.) et Pat Anderson, Aboriginal health, social and cultural transitions: proceedings of a conference at the Northern Territory University, Darwin, 29-31 September, 1995 : ‘Priorities in Aboriginal health, NTU Press, 1996 (ISBN 978-0-949070-86-9, lire en ligne), p. 15-18
- (en) Rex Wild et Pat Anderson, « Ampe Akelyernemane Meke Mekarle - “Little Children are Sacred” » [PDF], sur Australian Human Rights Commission, 30 avril 2007 (ISBN 9780980387414, consulté le 31 décembre 2021)
- (en) Pat Anderson, « Keynote Address : Research for a better future » [PDF] (discours-programme à la 3e conférence sur la recherche en santé aborigène), 3rd Aboriginal Health Research Conference, sur Lowitja Institute, Coalition for Research to Improve Aboriginal Health, 5 mai 2011 (consulté le 31 décembre 2021)

## Distinctions et récompenses
- 2007 : Australien senior de l'année 2007 du Territoire du Nord[9].
- 2007 : Médaille de la santé publique Sidney Sax - Association australienne de la santé publique[10].
- 2012 : Prix individuel de la communauté des droits de l'homme (prix commémoratif Tony Fitzgerald)[10].
- 2013 : Doctorat honorifique - Université Flinders[10].
- 2014 : Officier de l'Ordre d'Australie pour services éminents rendus à la communauté indigène en tant que défenseur de la justice sociale[1].
- 2015 : Lauréate, catégorie politique publique, des prix Australian Financial Review et Westpac 100 Women of Influence[10].
- 2016 : Médaille des droits de l'homme - Commission australienne des droits de l'homme[1].
- 2017 : Docteur en sciences médicales honoris causa - Université Edith Cowan[10],[11].
- 2018 : NAIDOC Lifetime Achievement Award, pour des décennies de défense des intérêts des peuples des Premières Nations[3],[7].
- 2018 : Doctorat honorifique en droit, Université de Nouvelle-Galles du Sud, en reconnaissance de la campagne qu'elle a menée toute sa vie pour la justice sociale[12].
- 2021 : Australienne senior de l'année de l'ACT, pour son travail en faveur de la santé des populations aborigènes[13],[14].